# エカマイ駅
エカマイ駅（エカマイえき、タイ語：สถานีเอกมัย）は、タイ王国のバンコク都ワッタナー区とクローントゥーイ区の境界線上にある、バンコク・スカイトレイン（BTS）スクムウィット線の駅。駅番号は「E7」。

## 歴史
- 1999年12月5日 - スクムウィット線1期区間として、駅が開業。

## 駅構造

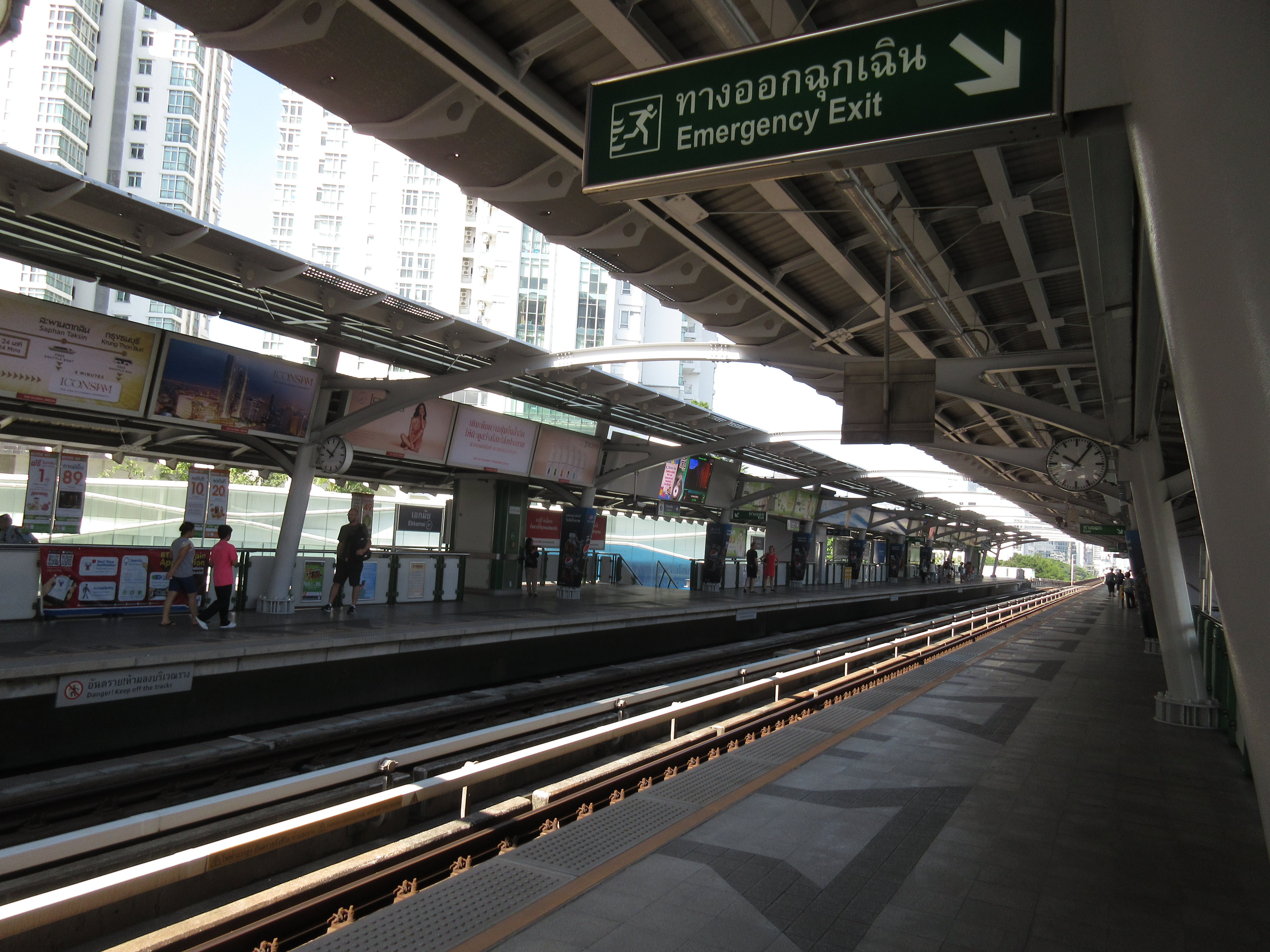
プラットホーム

スクムウィット通り上にある高架駅。U2階がコンコース・改札階、U3階がホーム階である。ホームは相対式2面2線を有する。

### のりば
| 番線 | 路線              | 行先                                           |
| ---- | ----------------- | ---------------------------------------------- |
| 1    | ■スクムウィット線 | サムロン・ケーハ方面                           |
| 2    | ■スクムウィット線 | アソーク・サイアム・パヤータイ・クーコット方面 |

## 駅周辺
- スクムウィット通り
  - ソイ40と42の間
    - 東バスターミナル（長距離バス乗り場）　2番出口
    - 科学博物館（タイ語版）科学博物館、プラネタリウム　2番出口

  - ソイ61
    - メジャー・シネプレックス・スクムウィット（大型映画館）　4番出口
    - マクドナルド
    - KFC

  - ソイ65
    - ワット・タットン（タイ語版）　3番出口
    - スクンビット病院
- ソイ・エカマイ - スクンビット・ソイ63の別名で、エカマイ地区のメイン通り。
- ゲートウェイ・エカマイ - 日本企業の店舗（マックスバリュ、ツルハ、幸楽苑など）が出店する商業施設[1]。5階には人工雪の広場「スノータウンバンコク」がある[2]。
- 科学技術教育振興研究所（タイ語版、英語版）
- ユネスコバンコク事務所
- パトゥムコンカ学校（タイ語版）
- ダラカム学校（タイ語版）
- エカマイインターナショナルスクール（タイ語版、英語版）
- スリビコーン学校（タイ語版）
- マルタ共和国大使館
- バンコク大学クルアイ・ナーム・タイ・キャンパス
- Big Cエカマイ
- ヌサシリ・グランド・コンド

## 路線バス
駅直下のスクムウィット通りには、各社路線バスが運行されている。
- スクムウィット通りの路線バス番号

2,25,38,40,48,511
- ソイ・エカマイの路線バス番号

23

## 隣の駅
バンコク・スカイトレイン
■スクムウィット線
トンロー駅 (E6) - エカマイ駅 (E7) - プラカノン駅 (E8)